# 小物忌神社 (酒田市飛島)
小物忌神社（おものいみじんじゃ）は、山形県酒田市の離島、飛島にある神社である。旧社格は郷社。なお、酒田市内には同名の神社がもう1社ある。

## 祭神
- 級長津彦命
- 級長戸辺命

## 由緒
創建年代は不詳。社伝では大和国龍田大社からの勧請であるという。式内社の論社とされ、『神名帳考証』巻5には、小物忌神社が今は飛島にあり、伝承によれば祭神は風神で、『古事記』に言う和久産巣日神であると記載されている。
『山形縣神社誌』によれば、元文3年（1738年）社名を大宮神社と改めたところ、小物忌神社の名を獲得しようと至るところに小物忌神社を称する神社が現れたのだと言う。さらに同書によれば、何の証左も無く小物忌神社を称する神社が続出したことを慨した酒田市財団法人光丘文庫長の白崎良弥が、私費を投じて調査した結果、飛島の大宮神社こそが小物忌神社であることを突き止め、陳情活動などの末、昭和17年（1942年）7月10日付けにて社名を小物忌神社へ変更することが認められたとしている。

### 年表
- 龍田大社からの勧請という
- 元慶2年（878年）8月 - 従五位下勲九等（但し、式内小物忌神社に対して）
- 元慶4年（880年） - 従五位上昇叙（同上）
- 元文3年（1738年） - 社名を大宮神社と改める
- 昭和17年（1942年）7月10日 - 社名を小物忌神社に復する

## 境内の風景

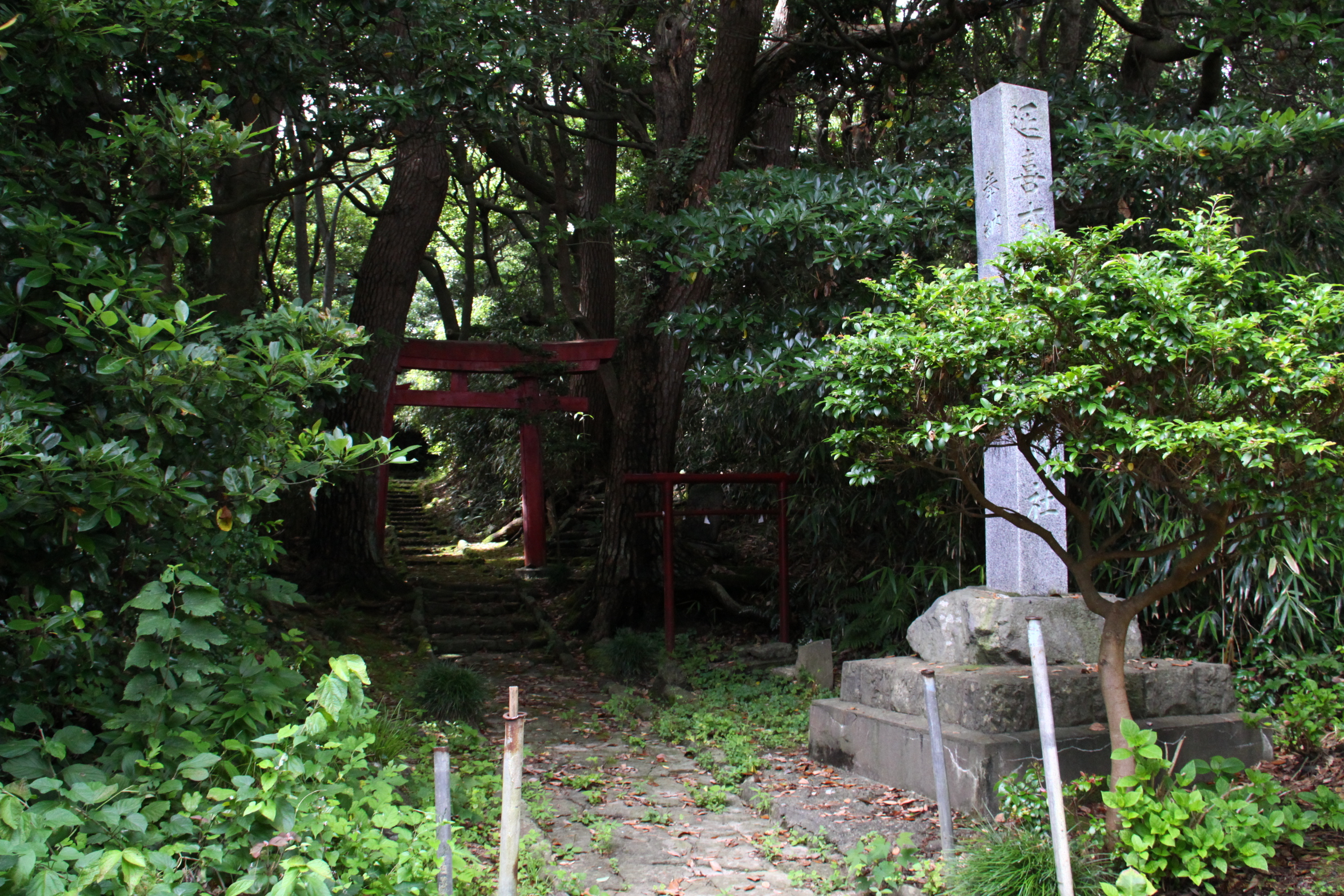
小物忌神社　鳥居
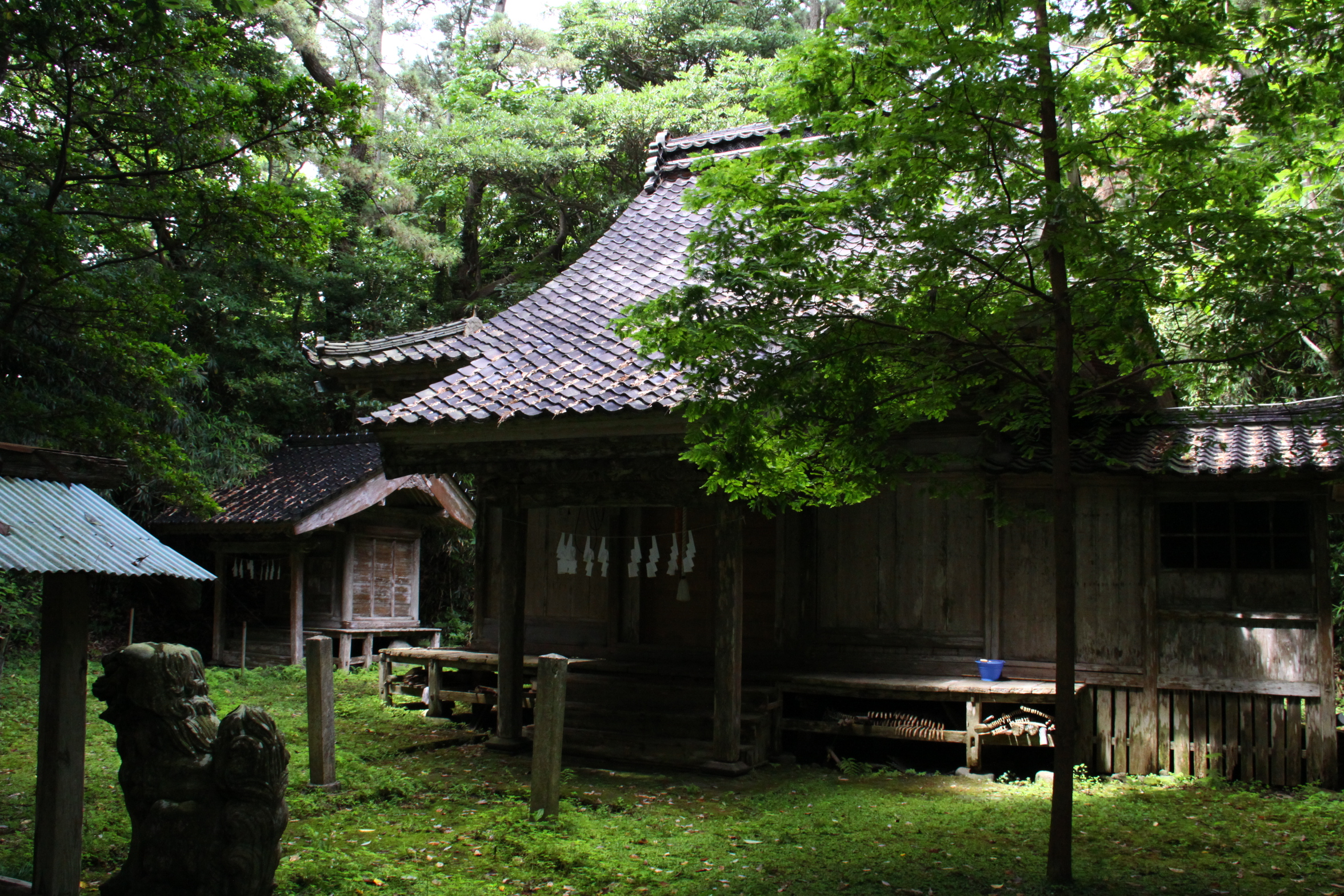
小物忌神社　境内
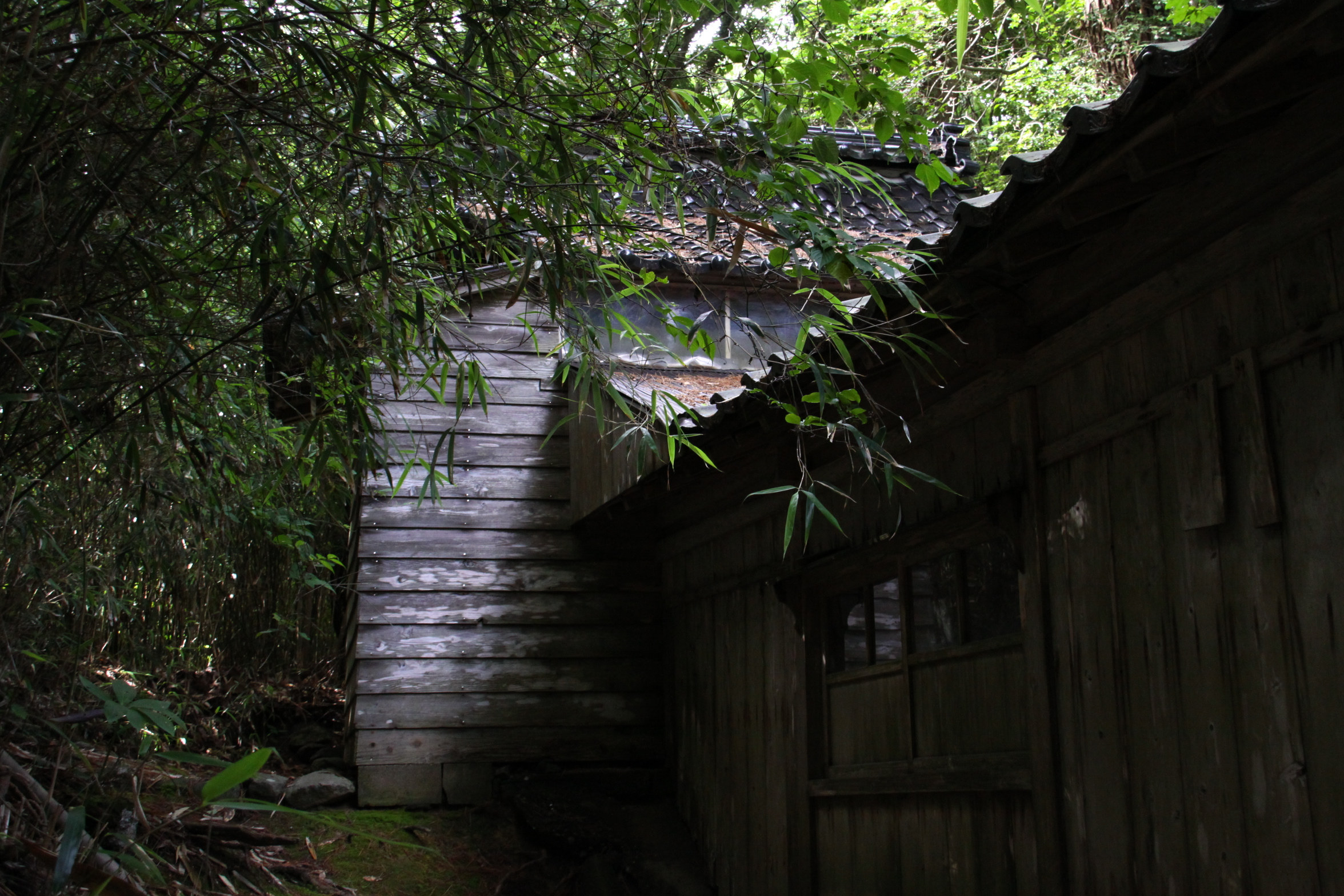
小物忌神社　本殿

## 交通
- 酒田港から定期船とびしまで勝浦港に移動（1日1便、航行時間約75分）後、徒歩約20分